# Campeonato Brasiliense de Futebol de 1969
O Campeonato Brasiliense de Futebol de 1969 foi a 11ª edição da principal divisão do futebol no Distrito Federal. O Coenge Futebol Clube foi campeão estadual desta competição conhecida como do Campeonato Candango de Futebol, ficando o Grêmio Esportivo Brasiliense com o vice-campeonato.